# Anomalije bubrega
Anomalije bubrega su kongenitalni ili urođeni poremećaji koji nastaju u embrionalnom razvoju. Organogeneza bubrega nije ništa drugo do jedan neprekidan tok raznovrsnih, mnogobrojnih, složenih i preciznih biohemijskih procesa koji stimulišu i regulišu mitozu, diferenciranje i rast ćelija, do konačnog formiranja bubrega. Ako se takav složen proces organogeneze bubrega poremeti ili prekine, naročito tokom prva tri meseca života embriona, dejstvom pojedinačnih ili višestrukih teratogenih agenasa, uslediće i niz raznovrsnih anomalija bubrega.
Kongenitalne anomalije bubrega čine 2-4% od ukupno 30% svih anomalija mokraćnog stema. Anomalije bubrega mogu biti klinički asimptomatske i dugo ostati nedijagnostikovane; tada se otkrivaju samo slučajnim pregledom, po pravilu radiološkim metodama pregleda. Mogu biti: izolovane, međusobno udružene unutar mokraćnog sistema, udružene sa anomalijama drugih organa (genitalnog, kardiovaskularnog, koštnozglobnog, gastrointestinalnog trakta, i dr.), jednostrane ili obostrane.Kadkada se anomalije bubrega mogu javiti u vidu izuzetno retkih varijeteta. Neke anomalije bubrega su inkompatibilne sa životom npr. bilateralna agenezija bubrega, dok one kompatibilne sa životom čine lat. locus minoris resistentiae  pa su praćene čestim komplikacijama (infekcija, kalkuloza i dr.).
Anomaliju bubrega je važno otkriti što pre po rođenju deteta kako bi se pravovremeno sprečilo nepovratno oštećenje bubrežnog tkiva a samim time i razvoj bubrežne insuficijencije.  Danas je zahvaljujući primeni različitih tehnika analize plodove vode i fetalnih tkiva, kao i širokoj primeni ultrazvuka u kontroli trudnoće, moguća i prenatalna dijagnostika urođenih anomalija bubrega.

## Anatomija bubrega
Bubreg je parni organ koji izlučuje mokraću. Kod odrasle osobe težak je oko 120—200 grama, dužine je oko 11, širine oko 5, a debljine oko 3 cm.

### Položaj
Bubrezi su smešteni retroperitonealno, tako da, gornja trećina leži na prečagi (dijafragmi), na granici gornje i srednje trećine, i ukoso ukršta dvanaesto rebro, dok je hilus bubrega osobe u ležećem položaju u visini drugog slabinskog (lumbalnog) pršljena. Uzdužna osovina bubrega položena je koso tako da su gornji polovi bliže od donjih. Desni bubreg leži malo niže od levog.  

### Građa
Bubrežni parenhim je obavijen vezivnom čaurom koja se lako ljušti. Oko vezivne čaure nalazi se masna kapsula koja bubreg održava u normalom položaju. Preko masne kapsule nalazi se bubrežna fascija koja se sastoji od subperitonealnog tkiva. Ona obavija bubreg i nadbubrežnu žlezdu koja je smeštena uz gornji pol bubrega. Bubreg čine:
Srž bubrega —
Medularnu supstancu izgrađuju bubrežne (Malpigijeve) piramide čija je baza okrenuta prema površini bubrega, a vrh prema hilusu. Izdanci 
Kora bubrega —
Izdanci kortikalne supstance spuštaju se do hilusa i odvajaju piramide. Bubrežna piramida sa delom kortikalne supstance (Bertinijevi stubovi ) koji je okružuje čini lobus ili renculus. Kod odrasle osobe u bubregu se nalazi 10—20 renkula. Kortikalna supstanca se deli na dve zone od kojih se pars radiata
nastavlja na bazu piramide i sadržiravne kanaliće koji dolaze iz piramida, a preostali gornji deo kore je pars convoluta isadrži glomerule (Malpigijeva telešca) i zavijene kanaliće.
Glomerul ili Malpigijevo telašce se sastoji od mreže kapilara okružene Bowmanovom čaurom. Bowmanova čahura ima dva lista, visceralni i parijetalni. Visceralni okružuje kapilare, dok parijetalni list čine pločaste ćelije. U Bowmanovu čauru na vaskularnom polu ulazi aferentna arteriola, a izlazi eferentna arteriola. Os suprotnog (urinarnog) pola glomerula odlaze bubrežni kanalići koji se dele na proksimalne, Henleovu petlju i distalne kanaliće. Ti kanalići zajedno sa glomerulom čine nefron, osnovnu funkcionalnu jedinicu bubrega.

## Embriologija
Embrionalni razvoj bubrega kao i celokupnog urinarnog trakta je složen proces koji zahteva preciznu vremensku prostornu interakciju različitih tkiva. Bubreg je u tom razvojnom procesu jedan od najsavršenijih organa i njegov embrionalni razvoj je izuzetno složen.
Bubreg je često zahvaćen različitim genetski uslovljenim oboljenjima. To mogu biti:
- hromozomopatije,
- monogenske bolesti,
- oboljenja sa multifaktorskim (poligenskim) nasljeđivanjem,
- dismorfični sindromi za sada nepoznate, ali verovatno genetske osnove.

Genetski faktori i faktori životnog okruženja najčešće igraju različite uloge za vreme razvoja bubrega.
Bez obzira na osnovni uzrok, greške u razvoju bubrega mogu rezultovati: 
1. hipoplazijom, odnosno u najtežim oblikom aplazije ili ageneze,
2. disgenezom koja često uključuje cistične promene,
3. anomalijama tubulske funkcije,
4. anomalijama smeštaja makroanatomije.
Tokom razmatranja anomalija bubrega genetski uslovljenim oboljenjima čak kod etiološki dobro definisanih entiteta postoji velika promenljivost u pogledu penetracije ekspresivnosti pojedinih simptoma. 
Kod hromozomopatija anomalije bubrega su vrlo različite. Najčešće se vide kod trizomija 8, 13 i 18, Turnerovog sindroma, delecije 11p. Kod genopatijskih bolesti uz anomalije bubrega često su pogođeni i drugi organski sistemi.
Nasleđivanje može biti autozomno dominantno, autozomno recesivno ili polno vezano. Anomalije bubrega sa multifaktorskog porekla su rezultat delovanja gena zajedno i u kombinaciji sa faktorima spoljašnje sredine. 

## Epidemiologija
Anomalije bubrega i urinarnog trakta (skraćeno CAKUT od engleskog naziva — Congenital Anomalies of Kidney and Urinary Tract) javljaju se kod oko 3% fetusa od kojih se jedna trećina dijagnostikuje pre rođenja (antenatalno). Koliko su česte u pedijatrijskoj populaciji govori i podatak da oko 40% patoloških stanja, pripada ovim varijacijama, koje mogu postoje u: broju, poziciji, obliku, veličini i rotaciji bubrega. 
U svakodnevnom kliničkom radu one predstavljaju 40% svih urođenih anomalija, sa incidencijom bolesti od 0,3-1,6 na 1.000 dece. Javljaju se u sklopu raznih sindroma: 
- čine 45% uzroka bubrežnih insuficijencija,
- nalaze se u 2-3% svih autopsija,
- 10% obdukovanih novorođenčadi.

Obostrana agenezija bubrega se javlja samo u jednom slučaju na 3.000 porođaja. U 75% slučajeva ove anomalije se nalaze kod muške prevremeno rođene dece. U 50% propratno nedostaje i mokraćna bešika. Nemaju kliničkog značaja, jer deca sa tako teškim urođenim manama umiru ubrzo posle rođenja.
Jednostrana agenezija bubrega se sreće u jednom od 2.500 živorođene novorođenčadi. Bilateralna agenezija koja se karakteriše nedostatkom oba bubrega dosta je retka i javlja se u 1:5.000 slučajeva, češće kod muške novorođenčadi (sa muško : ženskim odnosom 2 :1 do 3 : 1). Ova anomalija je nespojiva sa životom.
Oko 50% CAKUT udruženo sa hroničnom bubrežnom bolešću (skraćeno CKD) ima normalan urinarni trakt, dok ostatak ima znatna disfunkcionalna pogoršanja sa značajnim oštećenjem bubrega, kod dečaka sa valvulavom zadnje uretre (PUV) ili VUR različitog stepena kod oba pola.
Oštećenje funkcije bubrega se javlja kada se na vreme ne prepoznaju ili se neadekvatno leče bilo opstrukcija bilo infekcije urinarnog trakta. Manji broj malformacija vodi u hroničnu bubrežnu bolest (skraćeno HBI) , dok veći broj njih i danas predstavljaju dijagnostički i terapijski izazov.
Bubrežne anomalije javljaju se zajedno sa ostalim ekstrarenalnim kongenitalnim anomalijama u 30% slučajeva. Među svim kongenitalnim anomalijama, anomalije bubrežnog parenhima imaju veliku važnost jer dovode do teških poremećaja bubrežne funkcije, i samim time utiču na kvalitet i dužinu životnog veka. Bondagji u svojem istraživanju navodi da se — parenhimalne bubrežne bolesti nalaze na drugom mestu po učestalosti (41,1%) antenatalno ultrazvučno otkrivenih anomalija bubrega, odmah iza hidronefroze kao vodećeg entiteta.

## Patofiziologija
Veoma je važno shvatiti normalnu embriologiju bubrega i urinarnog trakta u celini zbog kliničkih implikacija CAKUT. Iako predominira fokus ka genetskim uzrocima CAKUT, važni su i uzroci kao što su:
- Mehanički — opstrukcije donjeg urotrakta (skraćeno LUTO),
- Teratogeni faktori,
- Majčina ishrana
- Važni događaji svih vrsta u toku trudnoće.

Bubrežna funkcija u CAKUT je određena brojem funkcionalnih nefrona formiranih u toku embrionalnog razvoja dok je stepen oštećenja redukovanog broja nefrona povezan sa faktorima kao što je opstrukcija (skraćeno UTO) ili infekcija urinarnog trakta (skraćeno UTI) u dužem vremenskom periodu.

## Anomalije broja, oblika, položaja i fuzija bubrega
Anomalije iz ove grupe poremećaja u razvoju bubrega javljaju se u ranim fazama razvoja i rezultat su pogrešnog sjedinjavanja metanefričkih blastema. One koje nisu inkompatibilne sa životom (kao npr. obostrana agenezija bubrega – Potterov sindrom) ako su asimptomatske i ne pričinjavaju teškoće, osoba sa ovom anomalijom može proživeti ceo život i ne znajući da ima neku od anomalija iz ove grupe. 
Anomalije broja, oblika, položaja i fuzija bubrega, zbog njihove asimptomatičnosti najčešće se dijagnostikuju slučajno prilikom nekog događaja, tokom dijagnostičkih ispitivanja kod neke druge bolesti ili na obdukcionom stolu, nakon smrti. 

### Anomalije broja
Anomalije broja bubrega koja se označava i kao sindrom nedostajućeg bubrega, jedna je od embrionalnih anmolija različite etiologije i patogeneze – porekla.

#### Aplazija bubrega
Aplazija bubrega, kao jedna od anomalija bubrega koja se karakterizira potpuni izostankom jednog bubrega,  nastaje suprotnim procesom, u kome bubreg koji je već inicijalno nastao, prekida embriomnalnu nefrogenezu i vremenom involvira (nestaje). 
Aplazija uključuje i multicistični displastični bubreg (skraćeno MCDK) ako je najmanje ⅔ parenhima involuiralo. Ako je još više parenhima evoluiralo, u tom slučaju nema tragova ni cista ni bubrega. 
Odsustvo oba bubrega je retko i zahvata oko 1: 7.000 – 10.000 rođenih sa blagim porastom učestalosti kod muškog pola. Bebe obično umiru na rođenju zbog:
- sekvenci Potter-ovog sindroma:
- odsustva bubrega,
- odsustva amnionske tečnosti (anhidroamnion),
- defekta u razvoju
- defekta u sazrevanju pluća – respiratorna insuficijencija i karakterističnih deformacije lica.

Nedostatak jednog bubrega je češći – 1 : 1000 živorođenih. Aplazija je jednako zastupljena kod oba pola. Znatno češće nedostaje levi bubreg. Uzrok nefrogeneza sa leve strane je nepoznat, ali kako nefrogeneza sa leve strane malo kasni, to može biti najverovatniji uzrok. 
Nekoplikovana i asimptomatska jednostrana agenezija bubrega se sve više otkriva na prenatalnom ultrasonogramu, mada može da ostane nedijagnostikovana zbog kompenzatorne hipertrofije drugog bubrega. 
Oko 50% aplazija bubrega prate udružene anomalije:
- VUR,
- displazija drugog bubrega,
- odsustvo vas afferensa (semevod),
- nadbubrežne žlezde,
- pelvična ektopija bubrega i drugi sindromi.

#### Agenezija bubrega
Primarni defekt u razvoju nastao pogrešnom inicijacijom u sekvenci pronefros – mezonefros i/ili izostankom rasta ureteralnom pupljka, nosi naziv agenezija bubrega. Iako kontralateralni bubreg obično preuzme funkciju, kod ove anomalije se može očekivati pojava fokalne ili segmentne glomeruloskleroze sa sekundarnom bubrežnom insuficijencijom.
Karakteriše su urođenim nedostatkom bubrega, koji može biti 
Jednostrana (unilateralna) agenezija —
Unilateralna agenezija karakteriše se nedostatkom jednog bubreg. Češća je od bilateralne agnezije i viđa se u 1 : 1.000 novorođenčadi. Praćena je nedostatkom uretralnog ušća na mokraćnoj bešici na strani agenezije. Može se javiti kod dvojki, blizanaca, te drugih članova porodice.
Prognoza unilateralne agenezije zavisi od postojanja kontralateralne hipoplazije, displazije, uretralne dilatacije (u oko 50% slučajeva), kontralateralne nefrolitijaze i infekcije (u oko 70% slučajeva) ili udruženih drugih anomalija na drugim organima (u 10% slučajeva).
Obostran (bilateralna) agenezija 
Bilateralna agenezija karakteriše se nedostatkom oba bubreg. Dosta je retka i javlja se u 1:5.000 slučajeva, češće kod muške novorođenčadi sa muško : ženskim odnosom 2 :1 do 3 : 1.Ova anomalija je nespojiva sa životom.

#### Prekobrojni bubreg
Prekobrojni bubreg ili duplikacije bubrega nastaje nakon razdvajanja metanefrosne kapice na manje celine, tako dase iz svake od njih stvara poseban bubreg. Prekobrojni bubrezi su manje veličine. Ova inače veoma retka anomalija, sa tri ili četiri bubrega, javlja se u 1 : 1.000.000 novorođenčadi. 
Nastaje tokom embriogeneze zbog pojave dva ili više ureteralnih pupoljaka, u raznim varijacijama: priljubljen parenhim uz „glavni“ bubreg sa jednom arterijom, sa posebnom arterijom, itd. 
Obično prolazi asimptomatski ukoliko ne pravi probleme (infekcije, kamen, bolovi, tumor).

## Anomalije veličine bubrega

### Hipoplazija bubrega
Hipoplazija bubrega (lat. hypoplasia renis) je umanjenje mase parenhima bubreg zbog smanjenog broja režnjeva. Nastaje prestankom račvanja sabirnih cevčica. Kod ove anomalije bubreg ne samo da je smanjene veličine, već je i broj njegovih piramida, papila i čašica reduciran. Parenhim je inače normalan, a diferencijacija nefrona uredna.

### Displazija bubrega
Displazija bubrega (sa ili bez cisti) — je poremećaj kod koga se krvni sudovi, tubuli, sabirni kanalići ili izvodni kanali ne razvijaju na normalan način. Ako je displazija obimna, disfunkcija bubrega može zahtevati potrebu za nefrološkom terapijom, uključujući i presađivanje bubrega.

## Anomalije oblika i fuzije
Anomalije oblika i fuzija bubrega je razvojna anomalija, koje se karakteriše spajanjem dvaju suprotnih pupoljaka bubrega u jedno telo. Fuzija može biti jednostrana u obliku bubrega palačinke ili bilateralna u obliku potkovice, slova L ili S-oblika bubrega. Bilateralna fuzija bubrega može biti simetrična ili asimetrična.

### Bubreg palačinka
Bubreg „palačinka“ je karakteristična anomalija bubrežne solitarne forme smeštene u sredini u karlici ili u tački bifurkacije aorte na ilijačne sudove . Ravne površine, neki put su lobulirane i ne liči na bubreg. Kolektorni sistem je smešten napred, a kratki ureteri se izlivaju u nezavisne otvore ili u zajednički otvor. Njegova vaskularizacija je takođe abnormalna i glavni uzroka je kratkoće bubrežne vaskularne peteljke. 
Karlična pozicija vaskularne peteljke bubrega je izuzetno opasna jer je prekomerno izložena karličnim traumama opasnim po život.

### Potkovičasti bubreg
Potkovičasti bubreg (lat. ren arcuatus)  je urođena anomalija u kojoj bubrezi nemaju normalan pasuljast oblik, nego se međusobno spajaju svojim donjim polovima (sjedinjenjem parenhima ili čaure polova organa), i formiraju jednu strukturu oblika potkovice.
Tačan uzrok ove anomalije nije u potpunosti poznat, mada se kao mogući uzrok navodi genetska—porodična, predispozicija, unutar jedne familije i kod blizanaca. Može se javiti kod određenih poremećaja broja hromozoma, poput trizomije hromozoma 21 (Daunov sindrom), trizomije hromozoma 18 (Edvardsov sindrom) i kod Tarnerovog sindroma. Iako je najčešće potkovičasti bubreg asimptomatska anomalija, ali zbog sekundarne pojave kamena u bubregu (kalkuloze), hidronefroze, infekcija i razvijanja određenih tumora, kliničkom slikom dominiraju simptomi pratećih bolesti.
Statistički podaci pokazuju da se potkovičasti bubreg javlja otprilike na svakih 500 novorođenčadi, ali je realan broj možda i veći, zbog asimptomatske kliničke slike tokom života, pa bolesnici ne znaju da imaju ovu malformaciju. Takođe, dva puta češće se javlja kod osoba muškog pola, nego kod osoba ženskog pola.
Anomalije oblika i fuzija bubrega je razvojna anomalija, koje se karakteriše spajanjem dvaju suprotnih pupoljaka bubrega u jedno telo. Fuzija može biti jednostrana u obliku bubrega palačinke ili bilateralna u obliku potkovice, slova L ili S-oblika bubrega. Bilateralna fuzija bubrega može biti simetrična ili asimetrična.

## Anomalije položaja bubrega
Za vreme normalnog embrionalnog razvoja stalni bubrezi su normalno pozicionirani u karlici, nasuprot sedalnim (sakralnim) somitima, sa karlicom koji gledaju ka napred. Kombinacijom aksijalnog izdužavanja trupa, elongacijom uretera, rastom bubrežnog tkiva i rotacijom, metanefrosa bubrezi dolaze na višu poziciju. 
U osamnaestoj nedelji fetalnog razvoja, migracija bubrega je kompletna i oni se pozicioniraju u gornjem retroperitoneumu, nasuprot drugom slabinskom (lumbalnom) pršljenu, sa hilusima koji su okrenuti ka medijalno. Za vreme ascenzusa bubrega razvija se i njegova vaskularna mreža, sve dok bubreg ne zauzme svoju normalnu poziciju gde će se razviti glavna bubrežna arterija i vena. Zbog međusobne zavisnosti renalnog ascenzusa, rotacije i razvoja krvnih sudova anomalije pozicije bubrega su često udružene sa bizarnim i zagonetnim alteracijama morfologije i funkcije. 
Ove anomalije mogu se shvatiti i klasifikovati samo na osnovu dobrog poznavanja i tumačenja embrioloških procesa, jer prema dosadašnjim saznanjima, poremećaji embriogeneze mokraćnog trakta koji nastaju između četvrte i osamnaeste nedelje embrionalnog razvoja dovode do formiranja ektopije i malrotacije bubrega. Poremećaji embriogeneze urinarnog trakta koji nastaju između četvrte i osamnaeste nedelje embrionalnog razvoja dovode do formiranja ektopije i malrotacije bubrega. Etiološki gedano, najodgovorniji faktori za nastanak ovih anomalija su:
- loš razvoj ureteralnog pupoljka,
- defektno metanefričko tkivo (metanefrički blastem),
- bolest majke,
- teratogeni faktori.[20][21]

### Ukrštena ektopija bubrega
Kada se bubreg nalazi na suprotnoj strani od one gde se uliva ureter u mokraćnu bešiku može se razviti ukrštena ektopija. Kod ove ektopije ureter je kratak i takav bubreg je malrotiran i ima ptozu (spušten). Normalan bubreg može biti odvojen od ektopičnog kao pojedinačna masa ili spojen u zajedničku masu.
Ukrštena ektopija se često javlja sa fuzijom u 85% slučajeva, gde su bubrezi spojeni tako što se gornji pol ektopičnog bubrega (koji je ispod) spaja sa donjim polom normalnog bubrega (koji je iznad).
Najveći broj slučajeva je asimptomatski, ostaje neprepoznat. Prognoza zavisi od toga da li je ektopični bubreg jedini i da li je kontralateralni bubreg normalan. U kliničkim serijama kod 40% pacijenata razvila se bubrežna bolest u slučaju jednog ektopičnog bubrega.
Prognoza zavisi od broja i stepena pridruženih anomalija koje su udružene sa renalnom ektopijom, a mogu da koegzistiraju kod 85% pacijenata.

### Anomalija rotacije bubrega
Migracija bubrega iz karlične duplje ka njegovoj definitivnoj poziciji u lumbalnoj regiji javlja se istovremeno sa rotacijom u uzdužnoj projekciji. Svaki bubreg se rotira za 90o ka unutra kada migrira ka gore . Tako su hilusi bubrega orijentisani ka srednjoj liniji tela i postavljeni anteromedijalno (ka napred i unutra) jedan prema drugom.

## Policistična bolest bubrega
Policistična bolest bubrega (skraćeno PKD) je genetski poremećaj kod kojeg se u bubrezima razvijaju i rastu ciste. Ovaj nasledni monogenski poremećaj može da utiče i na druge organe, uključujući jetru, pankreas, mozak i krvne sudove. Zbog cistama uvećanih bubrega, onemogućena je njihova odgovarajuća funkcija što rezultuje otkazom funkcija bubrega, a samim tim i potrebom za nadoknadu bubrežne funkcije: dijalizom ili transplantacijom bubrega.
Rana dijagnoza asimptomatskih osoba sa policističnom bolesti bubrega pruža mogućnost maksimalne preventivne nege kao što je: stroga kontrola krvnog pritiska, praćenje vanbubrežnih (ekstrarenalnih) manifestacijama (npr kongenitalna fibroza jetre, kardiovaskularnih bolesti), izbegavanje potencijalnih prehrambenih i životnih faktora koji utiču na progresiju bolesti i mogućnost prilagođavanja terapije u skladu sa stadijuma bolesti. Sve intervencije kod policistične bolesti bubrega odlažu dijalizu ili transplantaciju bubrega i time poboljšavaju kvalitet života bolesnika.
Krajnji stadijum bolesti najčešće nastupa u periodu od četvrte do šeste decenije života. Policistična bolest bubrega javlja se u celom svetu i pogađa jednu od 400 do 1.000 osoba.
Kod oko 50% pacijenata, bolest u poslednjoj fazi zahteva dijalizu ili transplantaciju bubrega.

### Autozomno dominantna policistična bolest
Autozomno dominantna (adultna) policistična bolest bubrega (skraćeno ADPKD) je dominantno nasledna anomalija koja se karakteriše cističnom dilatacijom (širenjem) svih delova nefrona. Osim u bubrezima, siste se mogu pojaviti i u jetri, gušterači i drugim organima.
ADPKD je učestaliji oblik policistične boleste bubrega, ali se klinička slika najčešće ne razvija sve do 30 ili 40 godine života pacijenta. Zato se nekad ADPKD naziva i adultni oblik PKD.
Izazvana je mutacijom PKD1 ili PKD2 gena koji kodiraju policistin-1 (PC-1) ili policistin-2 (PC-2).

### Autozomno recesivna policistična bolest
Autozomno recesivna (infantilna) policistična bolest bubrega (skraćeno ARPKD) je recesivno nasledni poremećaj koji karakteriše cistična dilatacija sabirnih kanalića bubrega i kongenitalna fibroza jetre. Poznat je i pod zastarelim nazivom infantilni oblik PKD-a.
ARPKD je znatno ređi oblik koji pogađa decu.  ARPKD izaziva mutacija u PKHD1, genu koji kodira kompleks proteina fibrocistin/poliduktin (FPC). Mada je glavna klinička manifestacija bilateralni razvoj cista, ova mutacija, u kombinaciji sa drugim mutacijama, može biti uzrok veće težine bolesti i širokih fenotipskih varijacija.
Sindrom multiplih malformacija i cistična bolest

## Medularne ciste
Medularno sunđerast bubreg
Različite medularne ciste

## Literatura
- Rosenblum, S.; Pal, A.; Reidy, K. (април 2017). „Renal development in the fetus and premature infant”. Semin Fetal Neonatal Med. 22 (2): 58—66. PMC 5387761 . PMID 28161315. doi:10.1016/j.siny.2017.01.001.
- Nedima ATIĆ, Izeta SOFTIĆ, Jasminka TVICA (2007). „Anomalije urinarnog trakta u djece”. Pedijatrija danas. 3 (2): 149—163.

## Spoljašnje veze
- :  (језик: енглески)
- : Genes and Disease (језик: енглески)

|  | Molimo Vas, obratite pažnju na važno upozorenje u vezi sa temama iz oblasti medicine (zdravlja). |